# Giresun (provincie)
Giresunská provincie je tureckou provincií, nachází se ve východní části Malé Asie. Rozloha provincie činí 6 934 km2, v roce 2006 zde žilo 523 819 obyvatel. Hlavním městem je Giresun. Provincie leží u Černého moře a může se pyšnit krásnou přírodou.

## Administrativní členění

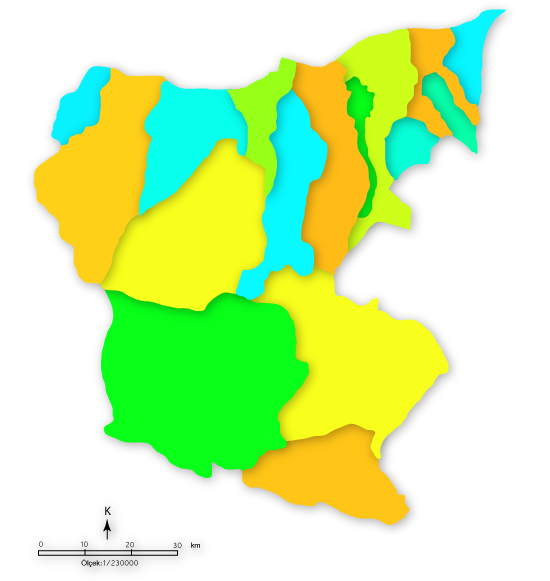
Administrativní členění

Giresunská provincie se administrativně člení na 16 distriktů:
| - Alucra - Bulancak - Çamoluk - Çanakçı - Dereli - Doğankent - Espiye - Eynesil | - Giresun - Görele - Güce - Keşap - Piraziz - Şebinkarahisar - Tirebolu - Yağlıdere |